# Radio Niederösterreich
Radio Niederösterreich (Radio Dolna Austria) – austriacka stacja radiowa należąca do publicznego nadawcy radiowo-telewizyjnego Österreichischer Rundfunk (ORF), w którego sieci pełni rolę stacji regionalnej dla kraju związkowego Dolna Austria. Została uruchomiona w 1967 jako mutacja regionalna Ö2, od końca lat 90. jest samodzielną rozgłośnią. Oprócz treści typowo lokalnych, ważne miejsce w ramówce zajmuje muzyka, głównie złote przeboje.  
Stacja dostępna jest w Dolnej Austrii i na sąsiednich obszarach w analogowym przekazie naziemnym. Można jej także słuchać przez Internet oraz w niekodowanym przekazie z satelity Astra 1L. 